# Das Lied der Heimat (Album)
Das Lied der Heimat ist das zwölfte Studioalbum des österreichischen Schlagersängers Freddy Quinn, das 1967 im Musiklabel Polydor (Nummer 60 647) erschien und – wie das Album Die Stimme der Heimat – vor allem deutsche Volkslieder enthielt. Es konnte sich nicht in den deutschen Albumcharts platzieren. Singleauskopplungen wurden keine produziert.

## Titelliste
Das Album beinhaltet folgende zehn Titel:
- Seite 1

1. Kleines Dorf in der Heide (geschrieben von Erik Wallnau und Lotar Olias, bearbeitet von Walter Heyer)
2. Im schönsten Wiesengrunde (Volkslied, bearbeitet von Walter Heyer)
3. Horch, was kommt von draußen rein (Volkslied, bearbeitet von Walter Heyer)
4. In einem kühlen Grunde (Volkslied, geschrieben von Friedrich Glück und Joseph von Eichendorff, bearbeitet von Lotar Olias)
5. Nun ade, du mein lieb’ Heimatland (Volkslied, bearbeitet von Lotar Olias)

- Seite 2

1. Die Stimme der Heimat (geschrieben von Hans Pflanzer und Lotar Olias, bearbeitet von Lotar Olias)
2. Im grünen Wald, dort wo die Drossel singt (Volkslied, bearbeitet von Walter Heyer)
3. So leb denn wohl, du stilles Haus (Volkslied, bearbeitet von Lotar Olias)
4. Du, du liegst mir im Herzen (Volkslied, bearbeitet von Lotar Olias)
5. Kein schöner Land (Volkslied, bearbeitet von Lotar Olias)